# Милан Антић
Милан Антић – Миче (Зајечар, 31. јул 1892 — Београд, 25. октобар 1975) био је српски политичар. Антић је био министар Двора династије Карађорђевић.

## Биографија
Његов отац је био Никодије Антић (Бољевац, 1853 — Београд, прва половина ХХ в.), трговац из Бољевца. Право је завршио у Женеви, након чега је постао секретар у Министарству иностраних дела Краљевине Србије. Био је најмлађи секретар Николе Пашића од 1. септембра 1915. Учествовао је у повлачењу преко албанских планина у Грчку. Одлуком краља Александра I Карађорђевића је 25. децембра 1932. постављен за министра Двора, на ком положају је остао до пуча 27. марта 1941.

## Признања
- Витез викторијанског краљевског реда. Одликовао га је британски краљ Џорџ VI у јулу 1939.[2]